# Wärmefluss-Thermographie
Mit der Wärmeflussthermographie kann begrenzt in Gegenstände hineingesehen werden. Auf diese Weise lassen sich z. B. Schichtdicken bestimmen oder Fehlstellen unter der Oberfläche erkennen.
Die Wärmeflussthermographie wertet im Gegensatz zur Thermographie keine statischen Wärmebilder aus, sondern analysiert die Dynamik der Wärmeverteilung nach einer impulsförmigen Anregung. Die Anregung kann z. B. aus einem Infrarot-Blitz bestehen.
Trifft der Blitz auf eine Oberfläche, wird das Material, abhängig von seinen optischen Eigenschaften, zunächst nur oberflächennah aufgeheizt. Die eingebrachte Wärme verteilt sich daraufhin als Wärme'welle' in der Tiefe, wodurch die Oberfläche wieder abkühlt. Die Geschwindigkeit hängt von der spezifischen Wärmekapazität und der Wärmeleitfähigkeit des Materials ab. Bei Fehlstellen unter der Oberfläche ist dieser Prozess örtlich gestört und kann mit einer schnellen empfindlichen Infrarotkamera als Temperaturdifferenz wahrgenommen werden. Die Tiefenlage der Fehlstelle kann dabei über den zeitlichen Abstand zwischen Wärmepuls und Detektion der Temperaturdifferenz bestimmt werden. Die mögliche Tiefe hängt von der lateralen Ausdehnung der Fehlstelle ab.
Eine klassische Signalverarbeitungstechnik bei periodisch modulierter Anregung ist die Lock-in Technik. Mit ihr können Temperaturschwankungen bis in den µK Bereich nachgewiesen werden.